# Rio Gârla Arămii
O Rio Gârla Arămii é um rio da Romênia, afluente do Sacovăţ, localizado no distrito de Iaşi.